# Цумпе, Герман
Герман Цумпе (нем. Hermann Zumpe; 9 апреля 1850, Оппах, Королевство Саксония — 4 сентября 1903, Мюнхен) — немецкий дирижёр и композитор.

## Биография
Окончил учительскую семинарию в Баутцене, в 1869 году работал педагогом. В 1871—1872 годах в Лейпциге играл на треугольнике в городском театре, одновременно изучал композицию и теорию музыки у Альберта Тоттмана.
С 1872 году по приглашению Р. Вагнера поселился в Байройте. Здесь в 1872—1875 годах совместно с И. Рубинштейном, А. Зайдлем, Э. Кастнером и Ф. Фишером расписывал партии, работал над подготовкой нот для вагнеровских постановок, участвовал в проведении репетиций тетралогии «Кольцо нибелунга».
В 1875—1887 годах — дирижёр театральных оркестров в Зальцбурге, Вюрцбурге, Магдебурге, Франкфурте-на-Майне, Гамбурге. С 1891 года — придворный капельмейстер в Штутгарте, где руководил также хоровыми концертами Общества классической церковной музыки. В 1895—1897 годах, сменив Г. Виндерштайна, руководил симфоническим оркестром Кайма в Мюнхене (ныне Мюнхенский филармонический оркестр).
С 1897 года — придворный капельмейстер в Шверине.
В 1898 году в Лондоне руководил оперными постановками Вагнера в Королевском театре Ковент-Гарден.
С 1900 года до смерти — придворный капельмейстер королевского баварского двора в Мюнхене.
Как композитор известен мелодичными опереттами и песнями. Главные его произведения: сказочная опера «Anhana» (1880), комическая опера «Die verwunschene Prinzessin»; оперетты «Фаринелли» (1886, либретто Ф. В. Вульфа), «Karin» (1888), «Polnische Wirtschafte» (1889); увертюра «Смерть Валленштейна» (нем. Wallensteins Tod); 2 струнных квартета (1871, 1891); романсы.